# Edem Muradosilov
Edem Muradosilov (en ruso: Эдем Мурадосилов; 1960) es un deportista soviético que compitió en piragüismo en la modalidad de aguas tranquilas. Ganó tres medallas en el Campeonato Mundial de Piragüismo en los años 1981 y 1982.

## Palmarés internacional
| Campeonato Mundial | Campeonato Mundial       | Campeonato Mundial | Campeonato Mundial |
| Año                | Lugar                    | Medalla            | Evento             |
| ------------------ | ------------------------ | ------------------ | ------------------ |
| 1981               | Nottingham (Reino Unido) | Medalla de plata   | C2 500 m           |
| 1981               | Nottingham (Reino Unido) | Medalla de bronce  | C2 1000 m          |
| 1982               | Belgrado (Yugoslavia)    | Medalla de plata   | C2 10 000 m        |